# Piesjanka (osiedle)
Piesjanka (ros. Песьянка) – osiedle w Rosji, w Kraju Permskim, w rejonie osińskim. W 2010 liczyło 39 mieszkańców.